# تبخیری‌ها
تبخیری‌ها (Evaporites) عمدتاً رسوبات شیمیایی اند که پس از تغلیظ نمک‌های محلول در آب (بر اثر تبخیر) رسوب کرده‌اند، کانی‌های تبخیری اصلی شامل گچ و ایندریت و نمک طعام یا هالیت می‌باشد.
چون تبخیری‌ها از کانی‌های با قابلیت انحلال نسبتاً بالایی تشکیل شده‌اند، پیدا کردن لایه‌های تبخیری در بیرون‌زدگی‌ها یا در عمق کم در زیر زمین که حل شده یا توسط سایر کانی‌ها جانشین شده باشد، غیرمعمول نیست. انحلال تبخیری‌ها منجر به ریزش و برشی شدن چینه‌های بالایی می‌گردد. سنگ‌های تبخیری متشکل از کانی‌های تبخیری (Evaporites Minerals) هستند که در اثر فرایندهای شیمیایی از آب‌های اشباع یا نزدیک اشباع توسط تبخیر خورشیدی (Solar evaporation) حاصل می‌گردند. با توجه به این تعریف این سنگ‌ها را محدود به سطح زمین می‌کنند؛ لیکن Warren اعتقاد دارد که این تبخیری‌ها اولیه‌اند و انواعی که در اعماق تشکیل می‌شوند ثانویه می‌باشند.
تبخیری‌ها معمولاً به صورت سنگ پوشش مخازن هیدروکربنی می‌باشند یا بر اثر دیاپیریسم نمکی تله‌های ساختمانی را تشکیل می‌دهند. همچنین این سنگ‌ها در مطالعات آب و هوای قدیمی مفید هستند زیرا آن‌ها معمولاً به نواحی خشک با عرض جغرافیایی پائین محدود می‌شوند. معروفترین کانی‌های تبخیری عبارتند از هالیت، سیلویت، کارنالیت، انیدریت، ژیپس، تناردیت، میرابلیت، ترونا، گلوبریت و …
در یک محیط مساعد اولین گروه شکل گرفته کربنات‌ها هستند و ابتدا آراگونیت تشکیل می‌شود؛ لذا غلظت Ca پائین آمده و Mg بالا می‌رود و شرایط برای تشکیل کلسیت پر Mg فراهم می‌شود. سپس کلسیت کم منیزیم و در انتها کربناتها، دولومیت به صورت نادر ایجاد می‌شوند (اولیه).
بعد از کربنات‌ها، نمک‌های تبخیری ایجاد می‌شوند که در بین آن‌ها ژیپس ابتدا ایجاد می‌شود و سپس کلرورها تشکیل می‌شوند. بر این اساس می‌توان گفت کانی‌های کربناته آلکالی عمدتاً اولیه‌اند و دسته دوم ثانویه بوده، در اعماق تشکیل می‌شوند.
ژیپس و انیدریت ممکن است در سطح زمین، زیر آب و در خشکی رسوب کنند، با این وجود در هنگام دفن تا اعماق بیش از چند صدمتر، تمام CaSo4 موجود به صورت انیدریت است و معمولاً در هنگام بالا آمدن انیدریت به ژیپس تبدیل می‌شود. بیشتر مطالعات ژیپس- انیدریت نشان داده‌است که فاز پایداری به وسیله آکتیویته آب و درجه حرارت تعیین می‌گردد.
از نظر پتروگرافی ژیپس دارای برجستگی پائین و بیرفرنژانس ضعیف بوده و به سیستم بلوری منوکلینیک تعلق دارد، انیدریت دارای بیرفرنژانس متوسط، برجستگی بالاتر بوده و در سیستم بلوری اورتورمبیک متبلور می‌شود.
تبخیری‌ها در اثر تبخیر آب‌های اشباع از کاتیون‌ها و آنیون‌ها (شورابه‌ها) به وجود می‌آیند. یون‌های مهم موجود در شورابه‌ها Na+ , Cl- , So4 2- , Mg2+ , Ca2+ , K+ , Co3 2- , Hco3 می‌باشد.
بنا به نظر وسیلگلیو، هنگامی که آب دریا در حدود ۱۹ درصد از حجم اولیه اش تبخیر شده باشد، ژیپس رسوب می‌کند و هنگامی که حجم تا ۵/۹ درصد کاهش یابد، هالیت یا نمک طعام ظاهر می‌شود. تداوم تبخیر کانی‌های منیزیم و پتاسیم را تولید می‌کند. کانی‌های تبخیری را دو گروه اصلی تقسیم می‌کنند:
1. کربنات‌های آلکالی خاکی شامل آراگونیت، کلسیت، دولومیت، کلسیت کم و پرمنیزیم.
2. نمک‌های تبخیری شامل ژیپس، انیدریت، هالیت، ترونا و کارنالیت

## انواع آب شور
به‌طور کلی سه نوع آب شور (Brine) در نظر گرفته می‌شود:

## Marine Brines (دریایی)
به‌طور کلی اگر غلظت این کاتیون‌ها یا آنیون‌ها در آب دریا به دو برابر وضعیت فعلی دریاها (۶۰–۴۰ در هزار) و چگالی آب دریا به g/cc 10/1 برسد کربنات کلسیم به صورت آراگونیت شروع به تشکیل می‌کند. اگر غلظت شوراب به ۵ برابر وضعیت فعلی دریاها(۱۶۰–۱۳۰ در هزار) و چگالی آب دریا به g/cc 13/1 برسد، ژیپس گسترش می‌یابد. اگر غلظت شوراب به ۱۲–۱۰ برابر وضعیت فعلی برسد و چگالی آب دریا به g/cc 16/1 برسد هالیت ته‌نشین می‌شود.
بعد از نهشته شدن NaCl اگر غلظت آب دریا به ۹۰–۷۰ برابر وضعیت فعلی و چگالی به g/cc 3/1 برسد بسته به شرایط K2SO4 , MgSO4 , KCl , MgCl2 به وجود می‌آید.